# Utbildningsvetenskap
Inom området utbildningsvetenskap forskar man om bland annat om lärande, kunskapsbildning och kunskapstraditioner, samt utbildningssystemets roll i samhällsutvecklingen. Detta nya vetenskapsområde kom till efter en utredning tillsatt av regeringen 1997. Några större satsningar på utbildningsvetenskaplig forskning har dock inte gjorts.
Institutioner för utbildningsvetenskap finns på många högskolor och alla universitet i Sverige. 
Där studeras exempelvis pedagogik, didaktik, arbetsvetenskap, hushållsvetenskap. Behörighet som lärare inom förskola, fritidshem, grundskola eller gymnasium får man efter studier och examen vid utbildningsvetenskapliga institutioner.
- Områdets vetenskapliga kärna
  - Skolväsendets historia, organisation och villkor samt skolans värdegrund, innefattande de grundläggande demokratiska värderingarna och de mänskliga rättigheterna
  - Läroplansteori och didaktik
  - Vetenskapsteori och forskningsmetodik
  - Utveckling, lärande och specialpedagogik
  - Sociala relationer, konflikthantering och ledarskap
  - Bedömning och betygssättning
  - Utvärdering och utvecklingsarbete